# Olov Andersson
Olov Andersson, född 8 november 1942 i Brännkyrka församling i Stockholm, är en svensk militär.

## Biografi
Andersson avlade studentexamen i Gubbängen 1964. Han avlade sjöofficersexamen vid Sjökrigsskolan 1967 och utnämndes samma år till fänrik i flottan, där han befordrades till löjtnant 1969 och till kapten 1972. Han studerade oceanografi vid Göteborgs universitet 1976, gick Tekniska kursen vid Militärhögskolan 1977–1979, befordrades till örlogskapten 1978, var lärare vid Militärhögskolan 1982–1987 och kurschef vid Marinlinjen där 1985–1987, befordrades till kommendörkapten 1983, tjänstgjorde vid Försvarsstaben 1987–1989, studerade 1988 vid Försvarshögskolan och befordrades till kommendör 1992.[källa behövs] Han var chef för 2. minkrigsavdelningen 1992–1994, chef för Produktionsavdelningen i Marinledningen 1994–1995 och gick Chefskursen vid Försvarshögskolan 1996. År 1996 befordrades Andersson till kommendör av första graden, varpå han var chef för Norrlandskustens marinkommando 1996–2000 och leveranskontrollant för Korvett typ Visby från 2000 till 2014.
Olov Andersson invaldes som ledamot av Kungliga Örlogsmannasällskapet 1987.